# پائولینا گوتو

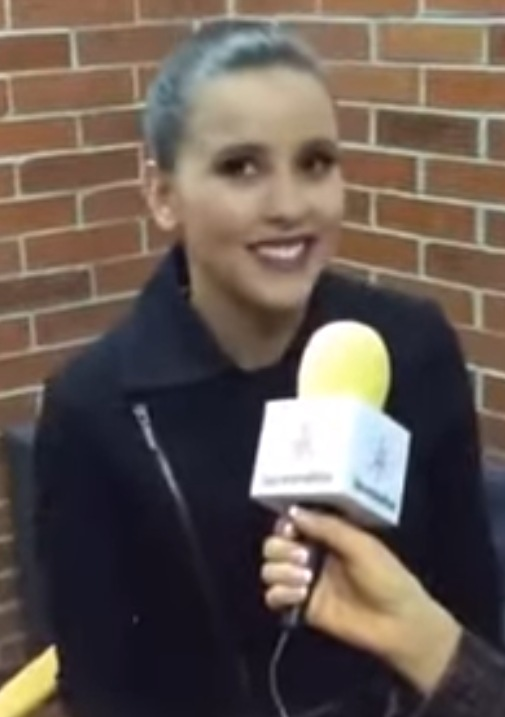

پائولینا گومز تورس (مونتری، نووو لئون، ۲۹ ژوئیه ۱۹۹۱) که بیشتر با نام پائولینا گوتو شناخته می‌شود، بازیگر، خواننده، مدل و آهنگساز مکزیکی است. او به خاطر شخصیت‌هایش در تلویزیون در سریال‌هایی مانند Miss XV , Mother There are only two و تله‌نوولای قلب من مال توست به شهرت رسید. در موسیقی، او بخشی از گروه EME 15 بود ولی در حال حاضر به عنوان یک هنرمند مستقل فعالیت می‌کند.
پائولینا گوتو در مونتری، نوو لئون، مکزیک به دنیا آمد. او دختر آلیشیا تورس و ادواردو گومز است. در دوران کودکی و نوجوانی خود در مونتری و تامپیکو زندگی کرد و تحصیلات دبیرستان خود را در مدرسه آمریکایی تامپیکو در تامپیکو به پایان رساند. در دوران کودکی خود را به‌طور عمده وقف ژیمناستیک ریتمیک کرد، که باعث شد او در چندین مسابقه ملی و بین‌المللی شرکت کند که در آنها همیشه به خاطر کسب مقام‌های اول شناخته شده بود.